# Adrien Lannes de Montebello
Pour les articles homonymes, voir Aymé, Lannes et Montebello.
Adrien Jean Lannes de Montebello (né le 9 août 1851 à Paris et mort le 6 juin 1935 à Reims) est un homme politique français des XIXe et XXe siècles, député de la Marne (1893-1906, 1910-1914).

## Biographie
Petit-fils du maréchal Lannes, Adrien Lannes de Montebello appartient à une famille qui compte déjà trois parlementaires. Parent de Léon Say, il devient son chef de cabinet alors que celui-ci est ministre des Finances et le reste quand il accède à la présidence du Sénat.
Lui-même cherche à entrer dans la carrière politique dès 1881 : il se présente aux élections du 21 août dans la circonscription de Mirande (Gers), où il s'oppose à Paul de Cassagnac ; il n'obtient que 8 793 voix contre 11 016 sur 19 935. Aux élections de 1885, il est en tête de la liste libérale en Seine-et-Oise, mais c'est la liste radicale qui l'emporte. Il n'a pas plus de chance en 1889 dans la 1re circonscription de l'arrondissement de Pontoise. Il fréquente les milieux bonapartistes de la Marne
En revanche, aux élections du 20 août 1893, il l'emporte dès le premier tour dans la 2e circonscription de Reims sur son adversaire radical Ernest Monfeuillart. Inscrit au groupe des républicains progressistes, il soutiendra la politique modérée des cabinets Casimir-Perier, Dupuy (II & III), Ribot (III), Méline et combattra la politique de défense et d'action républicaine. Membre de la commission de l'armée, il dépose en 1895 une proposition de loi sur le recrutement et l'organisation des troupes coloniales. Il rapportera et défendra un projet de loi ayant le même objet cinq ans plus tard.
Gros exploitant viticole, associé d'une maison de vins de Champagne qui porte son nom, il défend les privilèges des petits bouilleurs de cru lors de la réforme de l'impôt sur les boissons (1895) et les intérêts des vignerons champenois à l'occasion du débat sur le projet interdisant la fabrication de vins artificiels (1896-1897).
Aux élections du 8 mai 1898, il est réélu au premier tour, dans la 1re circonscription de Reims cette fois-ci. S'il soutient la formation du cabinet Waldeck-Rousseau en juin 1899, il vote contre le gouvernement le 8 novembre 1900 parce qu'il voit une contradiction entre les positions de Waldeck-Rousseau et celles de Millerand, dont il craint le « collectivisme ». Toujours membre de la commission de l'armée, il participe à la discussion du budget de la Marine de 1899, des budgets de la Guerre et des Colonies de 1900, 1901 et 1902 et du projet relatif aux ports de guerre (1900). Lors des interpellations provoquées en 1902 par les agissements du général André, ministre de la Guerre, il réclame le dépôt d'un projet de loi qui donne des garanties légales d'avancement aux officiers. Quand la gauche demande la réduction de la durée du service militaire, il exprime le vœu que le gouvernement fasse précéder toute décision en ce sens par des mesures de nature à assurer des effectifs suffisants à l'armée.
Aux élections du 27 avril 1902, il est réélu au premier tour, dans sa circonscription. Membre de la commission de l'armée et de celle des affaires extérieures, il continue à témoigner son intérêt pour les questions touchant à l'armée et à la viticulture. Il défend à plusieurs reprises la liberté de culte et surtout l'indépendance de l'armée à l'égard du pouvoir et des partis politiques.
Aux élections des 6 et 13 mai 1906, il est battu par le maire de Reims, Adrien Pozzi, qui l'emporte par 8 170 voix contre 7 127, sur 15 370 votants. Il prend sa revanche quatre ans plus tard, aux élections du 24 avril 1910, où, dès le premier, tour il obtient la majorité. Il se préoccupe de la garantie d'origine des vins de Champagne et de la délimitation de la Champagne viticole. Et surtout, devenu en 1913 président de la commission de l'armée, il ne cesse d'affirmer la nécessité d'une armée forte face à l'Allemagne.
En 1914, il renonce à la vie politique. Il devait mourir bien des années plus tard, en 1935, à l'âge de 84 ans. Il était chevalier de la Légion d'honneur (13 juillet 1881).

## Coupures de presse

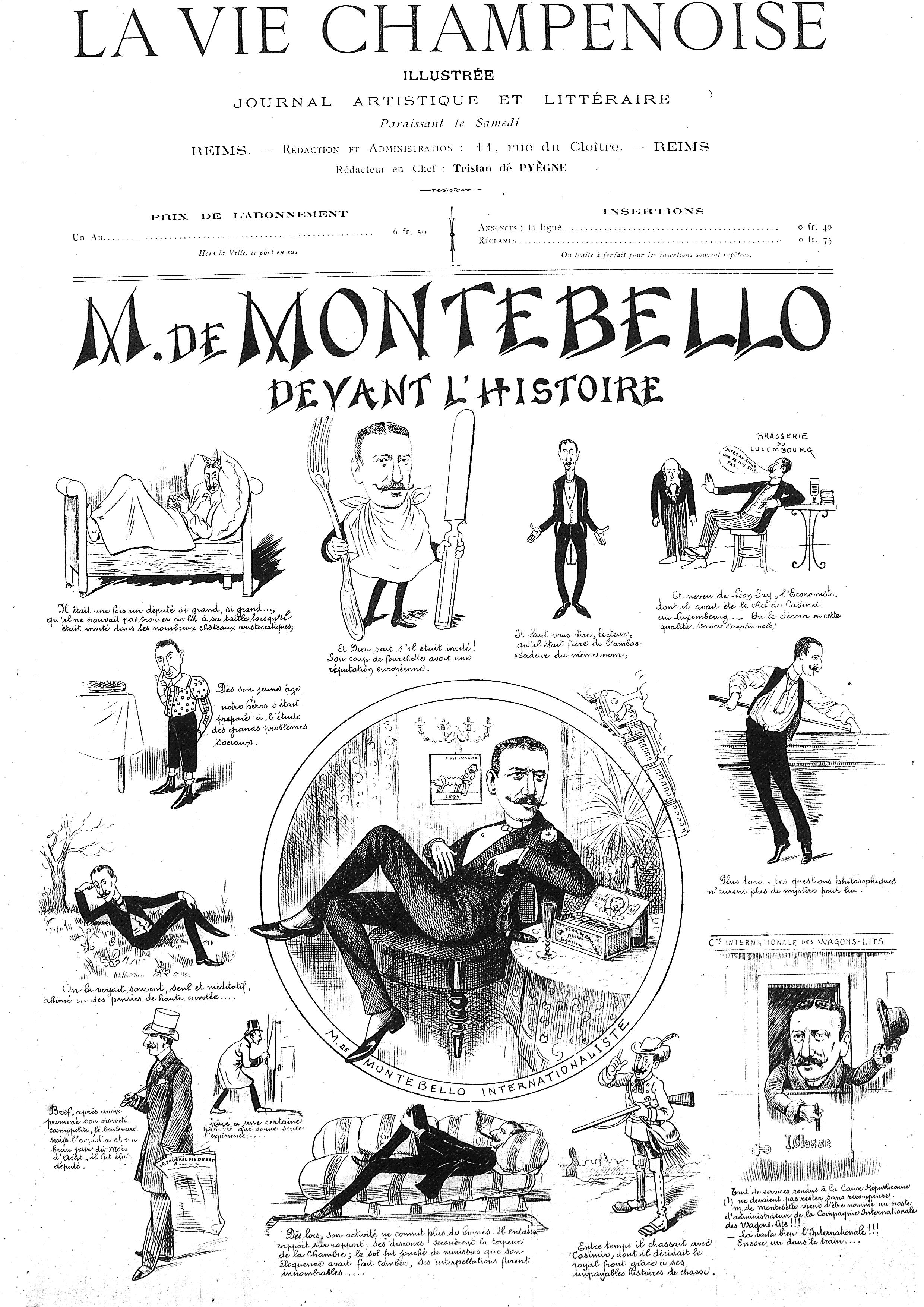
La Vie Champenoise, la vie M. de Montebello selon le journal,
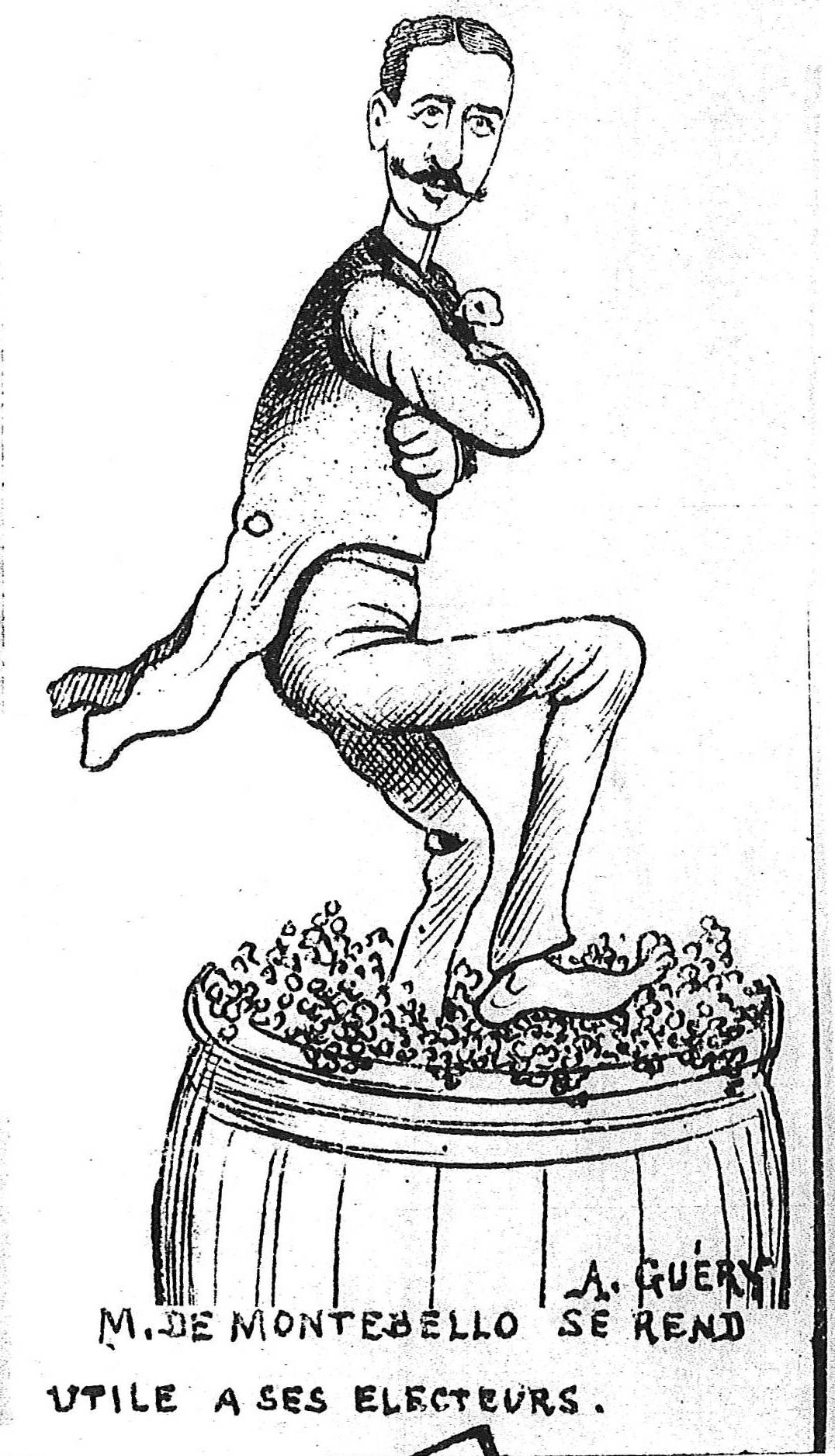
Est utile à ses électeurs,
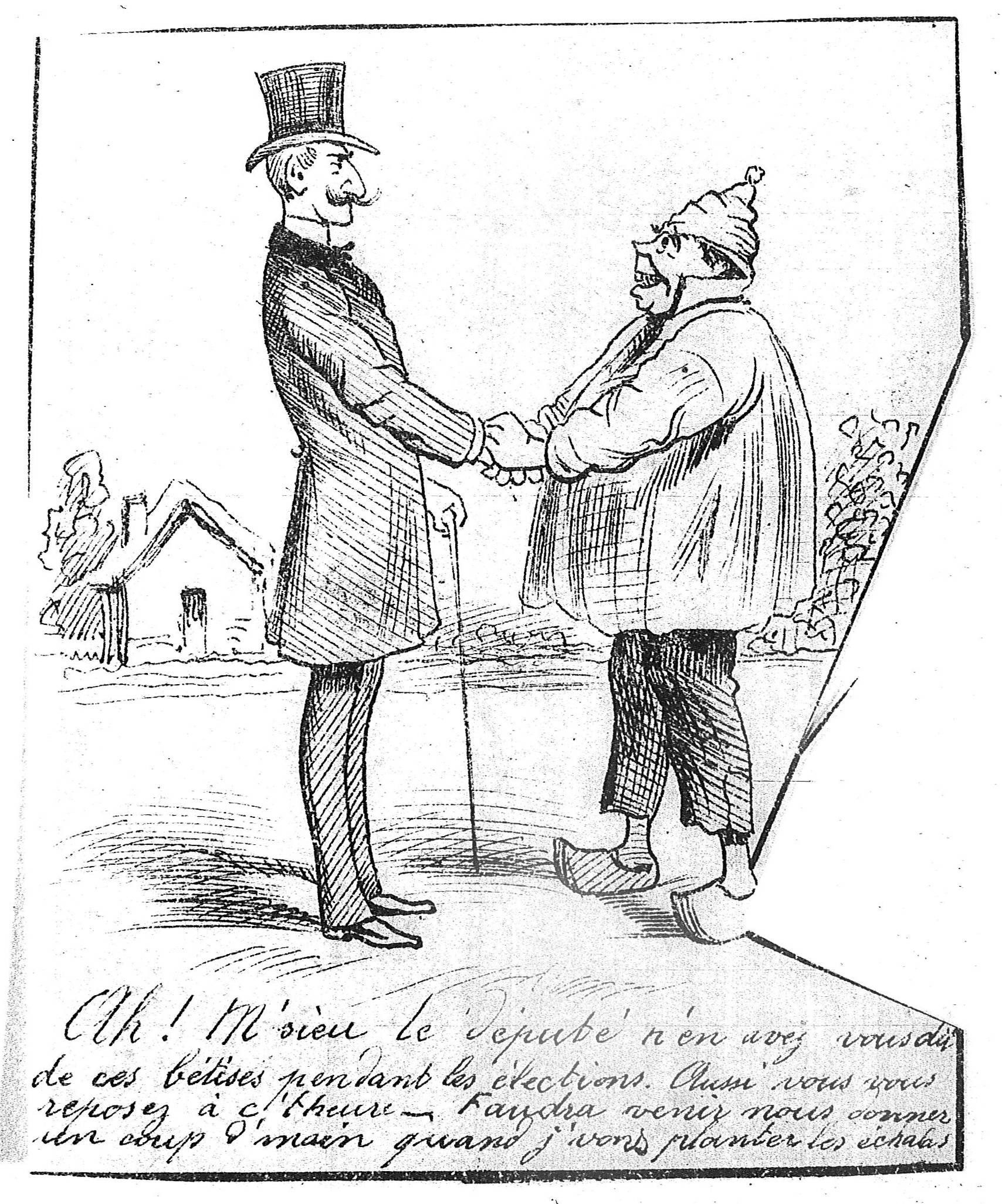
et un électeur;
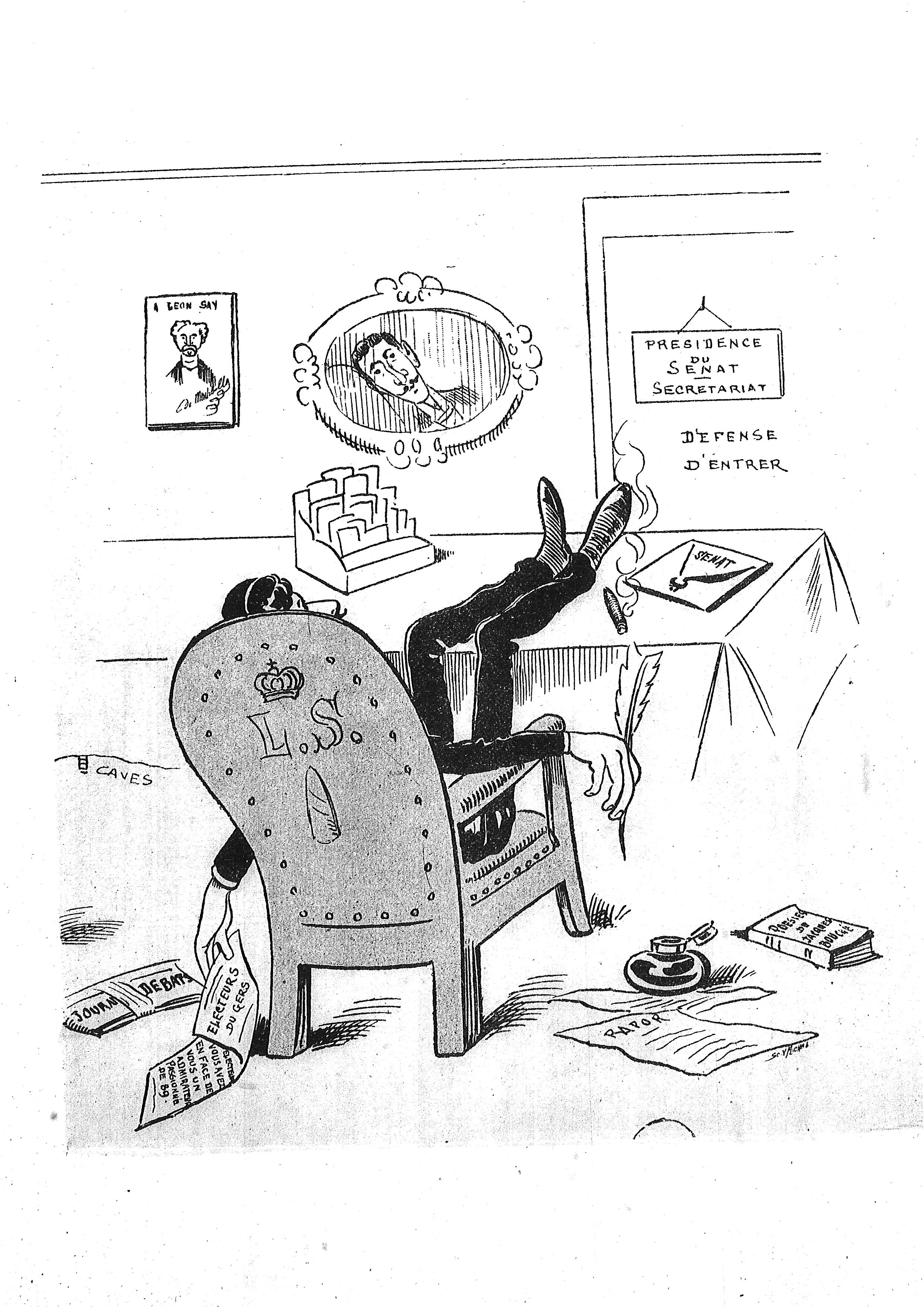
devant la porte de la présidence de l'Assemblée,
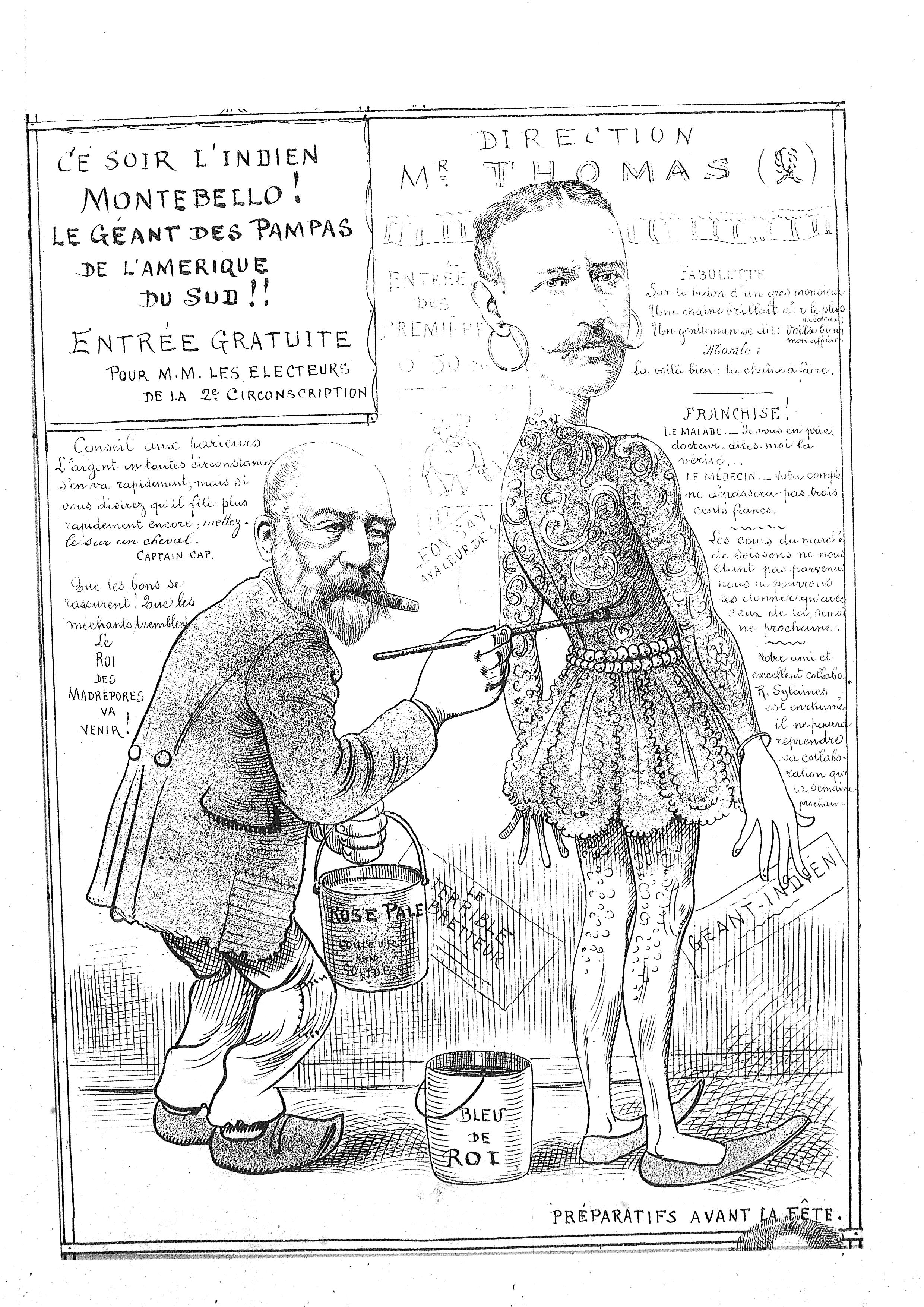
le géant des Pampas d'Amérique du sud.

## Ascendance
Adrien Lannes ne se maria pas et n'eut pas d'enfants.